# 슈퍼 버드 (영화)
《슈퍼 버드》(El Americano: The Movie)는 멕시코와 미국의 합작 애니메이션 영화이다.